# Jan-Tore Thörnroos
Jan-Tore Christer Thörnroos född 4 mars 1960 i Lappo, är en numera (2024) pensionerad åländsk sjökapten. Han arbetade under många år för Viking Line fram till sin pension i mars 2024. Han deltog som M/S Cinderellas befälhavare i Kanal 5:s tv-serie Färjan.
Thörnroos var befälhavare på M/S Mariella vid Estoniakatastrofen. Klockan 01.23 på morgonen den 28 september 1994 uppfattar han ett Mayday-anrop ifrån färjan M/S Estonia men får inte kontakt med fartyget. Ungefär fyrtio minuter senare ankommer Mariella till haveriplatsen som första fartyg men Estonia hade då redan hunnit sjunka till botten. Räddningsarbetet höll på i över 30 timmar.